# Druknestenen på Åboulevarden
Druknestenen er en mindesten i granit på Åboulevarden i København, som er sat op til minde om ulykken natten til den 27. november 1812, hvor seks personer kørte i Ladegårdsåen. Svigerinderne Marie Henriques og Lise Magnus druknede, da de sammen med fire andre kørte ud i åen i karet. Selskabet havde været med til bryllup hos grosserer Peter Mariboe på ejendommen Rolighed, i dag med adressen Rolighedsvej 21 på Frederiksberg.

## Ulykken
Ifølge overleveringen kørte et brudepar i karet ud i Ladegårdsåen på dette sted og druknede. I virkeligheden var der tale om to bryllupsgæster. Brudgommen Peter Mariboe var konvertit fra jødedom til kristendom og giftede sig igen efter at være blevet enkemand året forinden. Blandt gæsterne var Falk Henriques, bror af brudgommens mor Isabella Henriques. Hun var også kendt som Bella, og bydelen Bellahøj fik navn efter hende.
Falk Henriques' kone Marie deltog også. Hun var årsagen til, at han havde konverteret til kristendommen, så de kunne gifte sig i 1809. Falks søster, Lise Magnus, som var gift med glaslærredsfabrikant Jacob Morits Magnus, var også med. Til stede var måske også Henriques’ halvbror, regimentskirurg Samuel Frederik Henriques, den første jøde i Danmark, der ved Kgl. Reskript af 17. januar 1798 fik tilkendegivet, at hans trosbekendelse ikke var til hindring for, at han kunne indehave et statsembede.
Ulykken skete kort før midnat. Nogle af selskabets damer ville gerne hjem, og fem kvinder og en ung dreng satte sig i kareten, der kørte mod Købmagergade 16, hvor Marie Henriques' mand havde sin forretning. Vognen kørte ned ad Rolighedsvej og omkring hjørnet til Bülowsvej. Men da kusken rundede hjørnet til Åboulevarden, gik det galt. Kareten skred og landede i Ladegårdsåens iskolde vand. En af datidens aviser, Nyeste Skilderi af Kjøbenhavn, berettede den 1. december 1812: "Natten mellem Torsdag og Fredag indtraf den høist sørgelige Ulykke, at en Karet, der kom fra Lystgaarden Rolighed i Nærheden af Kjøbenhavn, velted med de deri værende 5 Fruentimmer og en halvvoksen Dreng ned i Vandet, ikke langt fra Sankt Hans Hospital [dvs. Ladegården på Nørrebro]. Tre af Fruentimmerne og Drengen blev reddede, men de to af dem, Kjøbmand Henriques' og Fabrikør M. J. Magnus' Koner, fandt deres Død i Vandet. Begge efterlade sig Mindet om retskafne Ægtefæller og ømme Mødre, og deres sørgelige Dødsfald har opvakt en lige saa almindelig som rørende Sensation."
De to enkemænd indsatte den følgende dag en dødsannonce i Adressekontorets Efterretninger: "Med yderste vemod opfylde vi den tunge pligt at bekendgiøre for Slægt og Venner den Ulykke der rammede os Natten mellem Torsdag og Fredag forleden. En Veltning med en karet berøvede os vore gode koner Marie Henriques, født Beck; og Lise Magnus, født Henriques. Vore Børn og vi begræde det smertelige tab. Forvissede om vore venners Deltagelse, frabeder vi os al Condolence, som blot vilde forøge vor Smerte."
Enkemændene magtede altså ingen opmærksomhed omkring tragedien, men et mysterium dukkede op: Lise Magnus’ ekstra gravsten. Hun og Marie Henriques blev begge begravet fra Falkonergården, og kisterne sat ned i en fælles grav på Assistens Kirkegård den 2. december 1812. Men Lise Magnus har også en gravsten på Mosaisk Nordre Begravelsesplads, og ifølge Mosaisk Trossamfunds optegnelser er hun "død ved ulykkelig hændelse" og begravet på den jødiske gravplads i Møllegade. Ifølge protokollerne fra Assistens Kirkegård på den modsatte side af Nørrebrogade fik hun en kristen begravelse her, og er ikke senere flyttet. Efter den tragiske ulykke blev der plantet piletræer langsmed Ladegårdsåens bredder, i håb om at forhindre lignende ulykker langs den mørke, uopplyste vej.

## Mindestenen
På stenens forside er indhugget og malet med sort: 26-27/NOVBR./ 1812
Stenen er oprindelig en meget ældre vandstandsmåler, der kom for dagen, da åen blev renset i 1827. Sandsynligvis er det på dette tidspunkt, stenen har fået indhugget dato og årstal for ulykken. Da åen blev overdækket i 1897, fik stenen sin nuværende plads på Åboulevardens fortov, hvor den lever en uanselig tilværelse.
Ladegårdsåen, der ligger i rør, forsyner Søerne med friskt vand.

## Eksterne links
- Druknesten - Monumenter og kunst i byen - kk.dk Arkiveret 13. juli 2015 hos  Wayback Machine

55°41′01″N 12°33′21″Ø / 55.68357°N 12.55591°Ø